# Gamsfluchten
Les Gamsfluchten sont une montagne composée de deux cimes qui s’élève à 2 203 m d’altitude dans le Kaisergebirge, en Autriche.